# Bergia perennis
Bergia perennis är en slamkrypeväxtart. Bergia perennis ingår i släktet Bergia och familjen slamkrypeväxter.

## Underarter
Arten delas in i följande underarter:
- B. p. exigua
- B. p. obtusifolia
- B. p. perennis